# Amy Locane
Amy Locane-Bovenizer (ur. 19 grudnia 1971 w Trenton) – amerykańska aktorka,  występowała w roli Alison, obiektu westchnień Wade’a „Beksy” Walkera (w tej roli Johnny Depp), w kultowym musicalu Beksa z 1990 roku.
W 2008 roku poślubiła businessmana, Marka Bovenizera. Mają dwie córki: Paige Cricket (ur. 2007) oraz Avery Hope (ur. 2009). Po ślubie, zaprzestała gry w filmach i działała już tylko w teatrze.
27 czerwca 2010 roku, w Montgomery, w stanie New Jersey, spowodowała kolizję samochodową, w której zabiła 60-letnią kobietę i poważnie zraniła męża kobiety, kierującego autem. U aktorki wykryto trzy promile alkoholu we krwi. W grudniu 2010 została oskarżona o zabójstwo i napad na samochód. 14 lutego 2013 skazano ją na trzy lata więzienia. Locane przebywała w więzieniu Edna Mahan Correctional Facility dla kobiet w New Jersey. Została zwolniona 12 czerwca 2015 roku.

## Filmografia
- 1984: Spencer – Andrea Winger
- 1988: Hothouse – Nancy
- 1990: Beksa – Alison Vernon-Williams
- 1991: No Secrets – Jennifer
- 1992: Więzy przyjaźni – Sally Wheeler
- 1992: Melrose Place – Sandy Louise Harling
- 1994: Dotyk anioła – Stella
- 1994: Błękit nieba – Alex Marshall
- 1994: Odlotowcy – Kayla
- 1995: Dzikie serca – Keli
- 1996: W matni uczuć – Catherine Wheeler
- 1997: Na całość – Buddy Porter
- 1997: Dziewczyna gangstera – Beth
- 1997: Schyłek lata – Alice
- 1997: Bongwater – Jennifer
- 1998: Droga numer 9 – Sally Hogan
- 1998: Mumia – Legenda – Margaret Trelawny
- 1998: Noc Bożego Narodzenia – Erica Marlowe
- 1999: Efekt domina – Ann Campbell
- 2001: Skok – Lucy
- 2002: Zła karma – Carly Campbell
- 2002: Sekretarka – Theresa
- 2003: Tajemnicza kobieta – Tracy Stenning
- 2005: W potrzasku – Molly Weaver
- 2005: Pociąg widmo – Rosie Holden
- 2009: Visiting – Julia